# Teodor Potocki (1730–1812)
Teodor Potocki herbu Pilawa (ur. 10 sierpnia 1730  w Smotryczu, zm. 8 sierpnia 1812) – poseł, konfederat barski, generał-major artylerii w latach 1789-1790, wojewoda bełski w 1791 roku, starosta olsztyński i smotrycki.

## Życiorys

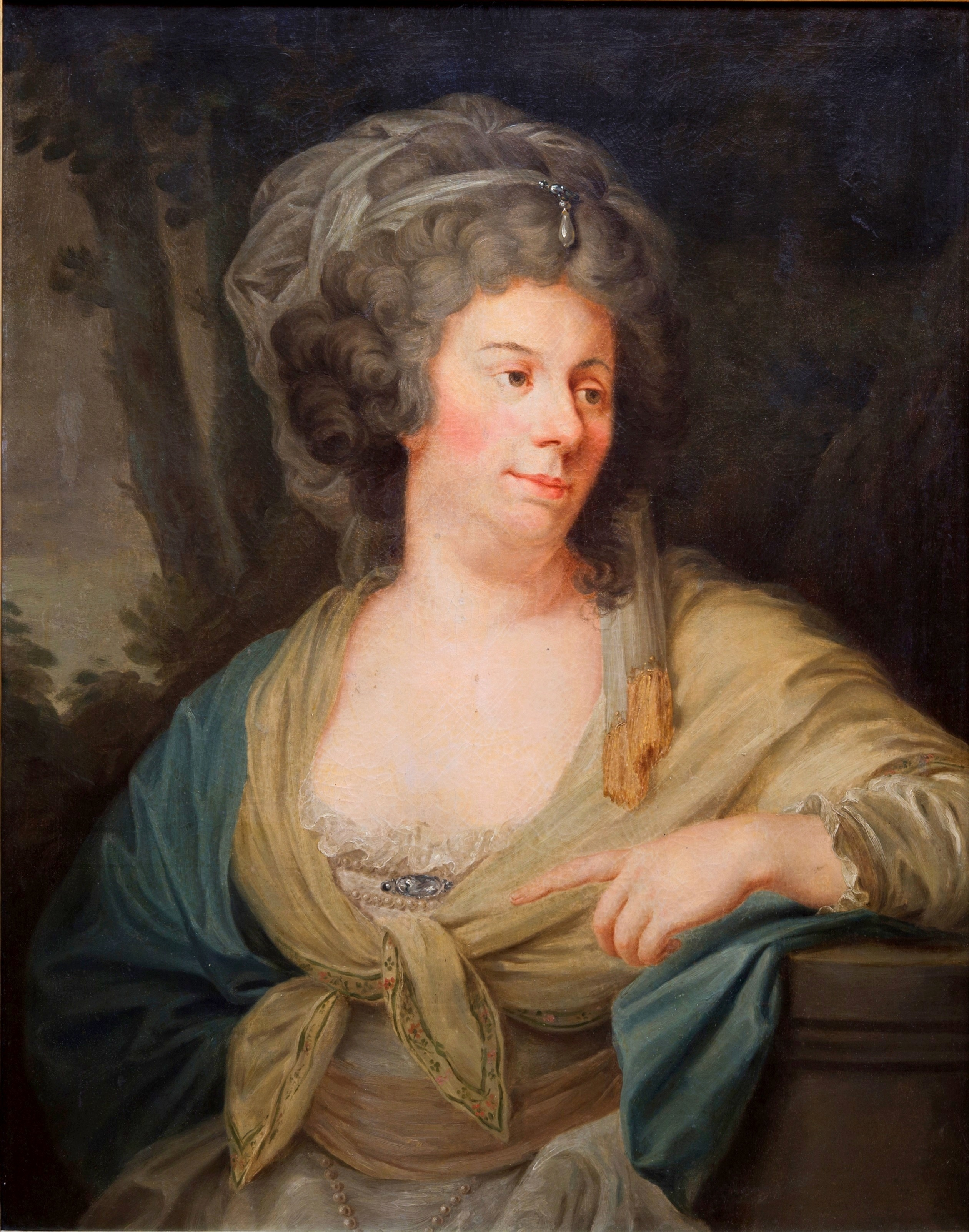
Karolina z Sapiehów (2.v. Sołtykowa)

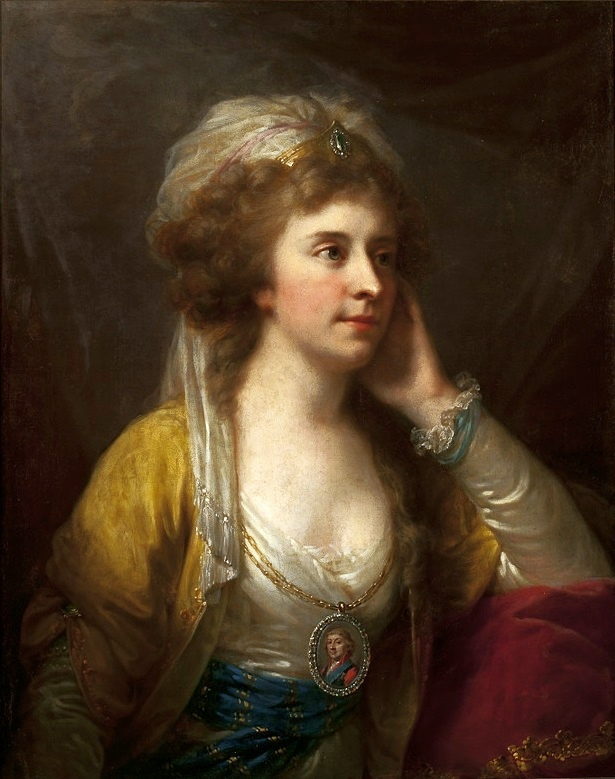
Lampi J.B. Kordula Potocka

Syn Jana, kasztelana bracławskiego i Konstancji Daniłowicz.
Był wnukiem Józefa Stanisława, bratem Joachima Karola, ojcem Adama, pułkownika wojsk polskich Księstwa Warszawskiego.
Ożenił się z Karoliną Sapieżanką, córką Aleksandra Michała Sapiehy w 1775.
Drugą jego żoną była Kordula Maria Komorowska, siostra Gertrudy, córka Jakuba Komorowskiego, którą poślubił w 1788.
Posiadał majątki ziemskie: Smotrycz, Horodenka, Sawińce. 
Poseł ziemi halickiej na sejm 1761 roku. Poseł województwa podlaskiego na sejm 1762 roku. Poseł na sejm 1766 roku z województwa podolskiego. Marszałek podolski w konfederacji radomskiej. W załączniku do depeszy z 2 października 1767 do prezydenta Kolegium Spraw Zagranicznych Imperium Rosyjskiego Nikity Panina, poseł rosyjski Nikołaj Repnin określił go jako posła wątpliwego dla realizacji rosyjskich planów na sejmie 1767 roku, poseł województwa podolskiego na sejm 1767 roku. Członek konfederacji Andrzeja Mokronowskiego w 1776 roku i poseł na sejm 1776 roku z województwa podolskiego. Był członkiem konfederacji Sejmu Czteroletniego. 
W czasie wojny polsko-austriackiej 1809 roku gen. Aleksander Rożniecki powierzył mu stanowisko prezesa dozoru Stanów Krajowych, dając mu do pomocy Franciszka Młockiego, jako wiceprezesa, i 5 konsyliarzy.
W 1767 roku. Za zasługi został odznaczony Orderem Orła Białego 28 maja 1790 roku. W 1783 roku został kawalerem Orderu Świętego Stanisława.